# Aromsmör

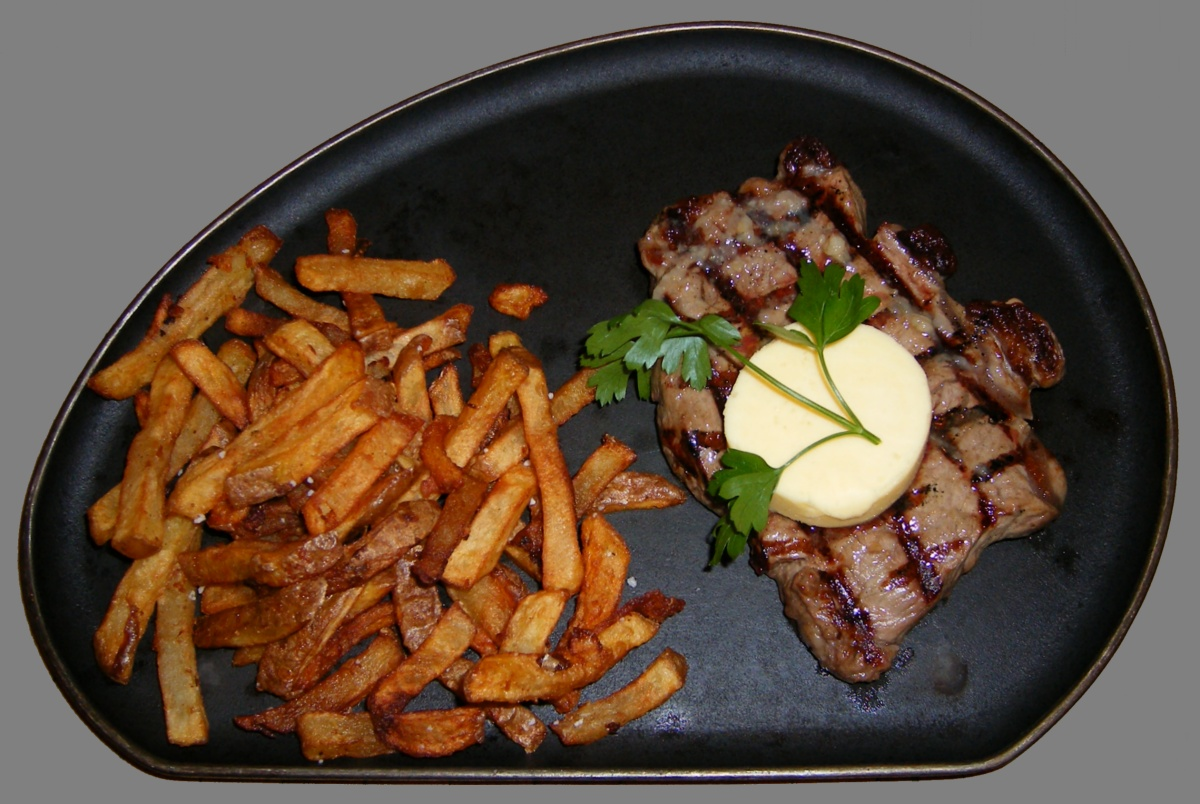
Vitlökssmör på en grillad köttbit serverad ihop med pommes frites

Aromsmör eller kryddsmör är ett smör som smaksatts med kryddor, örter och/eller andra aromämnen. Vanliga smaksättningar av aromsmör är vitlök, persilja eller pepparsorter, men även kryddblandningar som Café de Paris eller provensalsk örtblandning. Aromsmör namnges vanligen efter den smakgivande ingrediensen, exempelvis som vitlökssmör eller persiljesmör. Ett stort urval av olika aromsmör kan köpas färdiga i mindre förpackningar.
Aromsmör används bland annat som tillbehör till grillade kötträtter. Vitlökssmör används även för att göra vitlöksbröd.
Ordet persiljesmör är känt sedan 1884.